# Victor Anestin

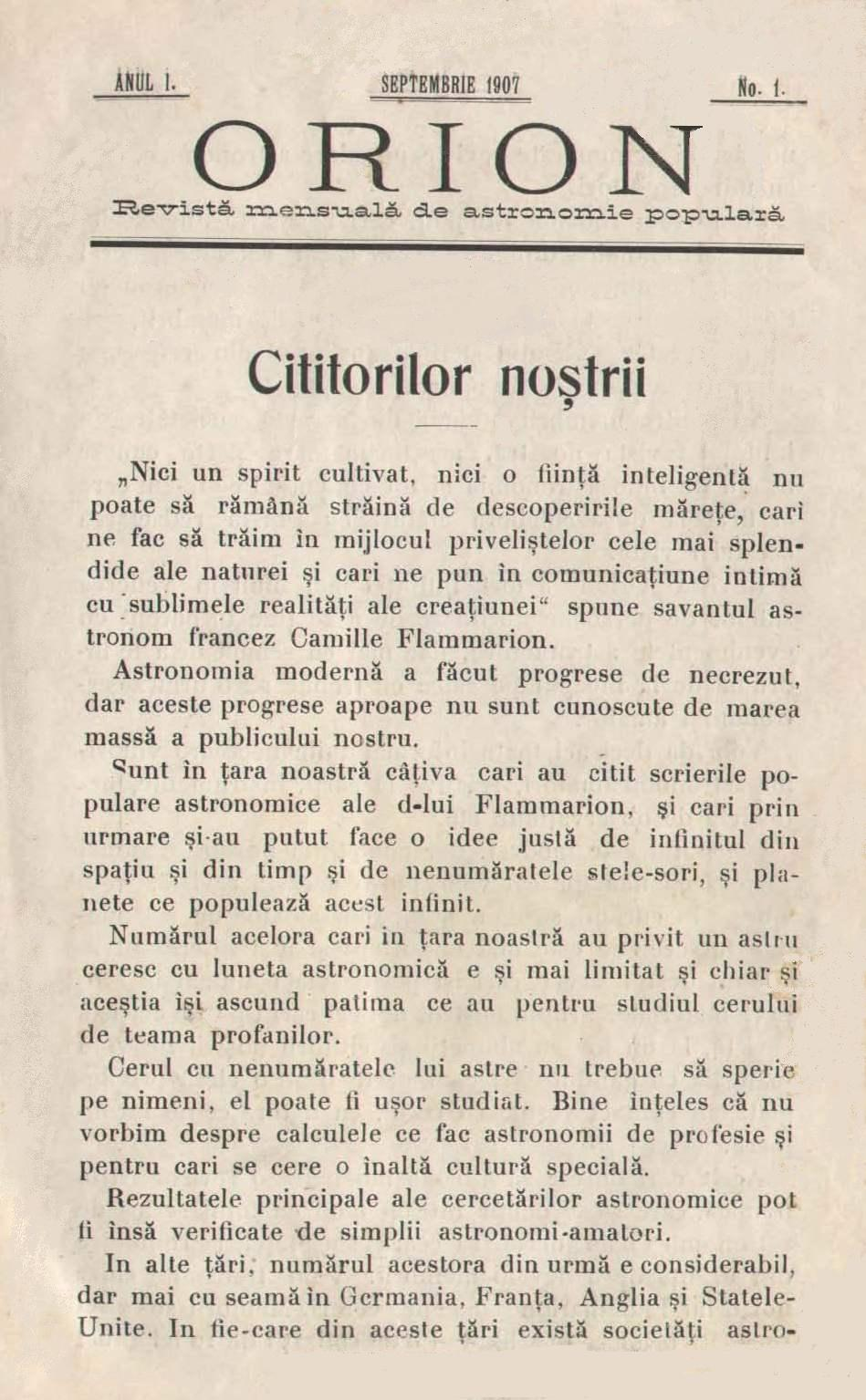
První stránka astronomického časopisu Orion, první vydání ze září 1907.

Victor Anestin (17. září 1875 Bacău – 5. listopadu 1918 Bukurešť) byl rumunský novinář, popularizátor vědy, astronom, spisovatel science fiction. Byl to jediný rumunský spisovatel, který se na začátku 20. století cíleně věnoval vědeckofantastickému žánru. Astronomická observatoř v Bacău je pojmenována po něm.
V žánru science fiction debutoval v roce 1899 dystopickým románem În anul 4000 sau O călătorie la Venus (česky znamená „V roce 4000 aneb Cesta na Venuši“).

## Biografie
Narodil se ve městě Bacău, byl synem herce Iona Anestina. Jako astronom provedl několik významných pozorování planety Venuše a publikoval astronomické články v několika zahraničních časopisech, např. v Nature, Monthly Register a L'Astronomie. V letech 1907 až 1912 vydával první rumunský astronomický magazín Orion a v roce 1908 založil společnost Societatea astronomică română "Camille Flammarion". Stal se ředitelem časopisu Ziarul Călătoriilor, který přejmenoval na Ziarul științelor populare (česky „Žurnál populárních věd“) a zvýšil jeho náklad.
Je také zakladatelem Universitatea Populară din București (společně s C. I. Istratim) a společnosti Prietenii Ṣtiinței.

## Dílo
Anestin napsal tři vědeckofantastické romány a velký počet článků a přes sto knížek o vědě. V románu O tragedie cerească, Poveste astronomică (vydaném v únoru 1914) Anestin popsal jako jeden z prvních autorů možnost využití atomové energie k válečným účelům. Kniha byla vydána ve stejném roce jako román Herberta George Wellse The World Set Free, který je považován za dílo, které předpovědělo atomové zbraně.

### Romány
- În anul 4000 sau O călătorie la Venus (1899) – česky znamená „V roce 4000 aneb Cesta na Venuši“, líčí mimozemskou civilizaci na Venuši, která je však satirickým zrcadlem lidské společnosti. Autor zde popisuje např. elektrická letadla, kosmonauty přijímající stravu z pastilek atp.[1]
- O tragedie cerească, Poveste astronomică (1914) – česky znamená „Nebeská tragédie, astronomický příběh“, děj se odehrává v roce 3 000, Venuši i Zemi hrozí katastrofa.[1]
- Puterea științei, sau Cum a fost omorât Răsboiul European, Poveste fantastică (1916) – česky znamená „Síla vědy, aneb Jak evropská válka zardoušena byla, fantastický příběh“, hrdina příběhu miliardář Shaw se snaží s využitím svého majetku zabránit hrozící světové válce.[1]